# Mostowe (obwód żytomierski)
Mostowe (ukr. Мостове) – wieś na Ukrainie, w obwodzie żytomierskim, w rejonie andruszowskim, nad Unawą. W 2001 roku liczyła 567 mieszkańców.
Do 1946 roku miejscowość nosiła nazwę Wijtiwci (ukr. Війтівці).